# Rua 5 de Outubro
A Rua 5 de Outubro é um dos principais e mais extensos arruamentos do Funchal, na Madeira, com um total de 1 972 metros de comprimento. A Rua segue a margem direita da Ribeira de Santa Luzia e tem duas vias com sentido descendente, enquanto que, paralela à 5 de Outubro e seguindo a margem esquerda da Ribeira, é a Rua 31 de Janeiro com duas vias com sentido ascendente.
No tempo da monarquia, a rua chamava-se Rua do Príncipe. Deve o seu nome atual à data da Implantação da República em Portugal, em 5 de outubro de 1910.